# Lee Byung-chul
Lee Byung-chul (em coreano: 이병철;李秉喆, Uiryeong, 12 de fevereiro de 1910 — Seul, 19 de novembro de 1987) foi um empresário sul-coreano, fundador da empresa Samsung. Com a quebra do conglomerado Hyundai, a Samsung se tornou a maior empresa de negócios da Coreia do Sul.

## Vida
Ele era filho de uma rica família proprietária de terras. Ele frequentou a Universidade de Waseda, em Tóquio.

Lee Byung-chul faleceu em 19 de novembro de 1987,aos 77 anos. Suas contribuições deixaram um legado duradouro para  a Samsung. Após a sua morte,seu filho Lee Kun-hee,assumiu a direção da empresa,fazendo com que a Samsung se tornasse uma empresa global de tecnologia.

## Carreira
Após a morte prematura de seu pai, ele usou a herança para abrir um engenho de arroz em sua cidade natal, Gyeongnam.

### Início da carreira
O primeiro negócio não foi muito bem sucedido, então ele abriu um negócio de caminhões em Daegu em 1 de março de 1938, que ele chamou de Samsung Trading Company, predecessora da Samsung. Samsung significa "três estrelas", o que explica os logotipos iniciais da empresa.
Em meados de 1945, a Samsung transportava bens entre a Coreia e outros países. A companhia se estabeleceu em Seul em 1947. Era uma das dez maiores companhias de troca quando a Guerra da Coreia eclodiu em 1950.  Com a conquista de Seul pelo exército norte-coreano, Lee foi forçado a mudar seus negócios para Busan. O influxo de tropas norte americanas e equipamentos em Busan um ano e meio depois da guerra foi benéfico para a companhia de Lee.
Em 1961, quando Park Chung-hee deu um golpe de estado, Lee estava no Japão e por algum tempo ele não retornou para a Coreia do Sul. Eventualmente, um acordo foi feito e Lee retornou, porém a Samsung teria que ceder o controle aos bancos que adquiriu e seguir diretivas econômicas do governo de Park.

### Cheil pelo mundo
Em 1953, ele fundou a Cheil Sugar (hoje CJ Group), que se tornou bem sucedida e lucrativa. Usando o dinheiro vindo de Cheil Sugar, ele fundou várias outras companhias que vendiam produtos de vários mercados: têxtil (Cheil Wool Textile Co.), carros, seguros, lojas de departamentos (Shinsegae) e eletrônicos.

### Federação das Indústrias Coreanas
Mais tarde ele foi presidente da Federação das Indústrias Coreanas e ficou conhecido como o homem mais rico da Coreia.

## Coleção de arte coreana
Após sua morte, seus bens (Ho-Am) foram abertos para o público. Sua coleção de arte coreana é considerada uma das maiores e mais finas coleções do país e contém vários objetos de arte designados como "tesouros nacionais" pelo governo coreano. Ho-Am é localizado a uma pequena distância do parque Everland, um dos parques mais populares da Coreia do Sul, também propriedade da Samsung.

## Prêmio Ho-Am
O Prêmio Ho-Am foi criado em 1991, em homenagem ao pseudônimo de Lee.